# Isa Danieli
Isa Danieli, pseudonimo di Luisa Amatucci (Napoli, 13 marzo 1937), è un'attrice italiana.

## Biografia
Figlia d'arte, sua madre Rosa Moretti (nome d’arte di Maria Santoro vedova Amatucci, 1904-1959) è stata dal 1928 una delle voci di Radio Napoli con l'orchestra di Tito Petralia. I nonni paterni furono una grande dinastia di attori: i Di Napoli. Il padre, Renato Di Napoli, è stato il compagno di sua madre per un certo periodo di tempo, prima di separarsi definitivamente senza aver mai contratto matrimonio. Nata e cresciuta nei teatri della sceneggiata napoletana, dove lavoravano la madre e gli zii Di Napoli, debutta a 14 anni con il nome d’arte di Luisa Moretti, in 'O curniciello nel ruolo di sedotta e abbandonata. Mentre interpreta le sceneggiate napoletane conosce Eduardo De Filippo, come spiega lei stessa: «Seppi di questa grande figura, di quest’uomo che aveva rifatto il Teatro San Ferdinando. (…) Ho scritto una lettera a Eduardo dicendo che mi sarebbe piaciuto tanto lavorare nella loro compagnia e che ero una giovane attrice. Eduardo non mi avrebbe nemmeno pensato, probabilmente, se non fosse successo invece, dopo un paio di settimane o anche tre, venne a mancare una ragazza per un’appendicite urgente. Insomma stavano facendo Napoli milionaria! e aveva bisogno di una di queste ragazze che facevano la parte delle amiche della figlia, quella che più parlava delle amiche. (…) Gli venne questa lettera e la fotografia (…) e la locandina della sceneggiata. (…) Mi ha chiamato, sono andata e ho debuttato la sera stessa dello spettacolo.», ancora con il nome d’arte di Luisa Moretti.
Terminate le repliche di Napoli milionaria!, nel ruolo di Teresa, Eduardo la conferma come comparsa per Questi fantasmi! e scrive per lei le parti da cameriera in Mia famiglia, e Bene mio e core mio. Nel 1955, durante la tournée a Roma, cambia il nome d’arte, definitivamente, in Isa Danieli. La prima volta in televisione è sempre con la compagnia di Eduardo, nel ruolo di Gemma in Miseria e nobiltà, trasmessa in diretta il 30 dicembre 1955 dal Teatro Odeon di Milano. Nel 1956, dopo Il dono di Natale e Quei figuri di tanti anni fa, insoddisfatta per i piccoli ruoli che Eduardo le assegna, decide di lasciare la compagnia De Filippo per l’avanspettacolo, comprendendo che per essere un’attrice completa deve imparare a ballare e cantare. Ha così l’opportunità di recitare con Trottolino (nome d’arte di Umberto D'Ambrosio) e Rino Marcelli.
Negli anni dal 1957 al 1963 viene scritturata da Nino Taranto che in quel periodo ripropone il teatro di Raffaele Viviani ma anche testi nuovi, come Caviale e lenticchie di Scarnicci e Tarabusi nella ripresa della stagione 1957-1958, Bello di papà di Marotta e Randone, Vado per vedove di Marotta e Randone, come pure gli episodi della serie Michele Settespiriti, trasmessi dalla Rai nel 1963. Ha poi lavorato con Roberto De Simone, in particolare nella prima e nella seconda edizione de La gatta Cenerentola.
La sua filmografia è varia e costellata di collaborazioni con vari registi: da Lina Wertmüller a Giuseppe Tornatore, da Ettore Scola a Giuseppe Bertolucci. Nel 1974 interpreta, insieme a Monica Vitti, Teresa la ladra, un film di Carlo Di Palma, tratto dal romanzo di Dacia Maraini Memorie di una ladra, pubblicato nel 1972. Nel 1984 è tra i protagonisti del film Così parlò Bellavista, tratto dall'omonimo libro di Luciano De Crescenzo che ne curò anche la regia. Inizia così anche una carriera cinematografica parallela a quella teatrale che la porta ad aggiudicarsi nel 1986 un Nastro d'argento come miglior attrice non protagonista per il film di Lina Wertmüller Un complicato intrigo di donne, vicoli e delitti, regista dalla quale è stata diretta in ben nove film. Negli anni novanta ha recitato a fianco di Paolo Villaggio in Io speriamo che me la cavo. Nell'estate del 1990 vinse con lo spettacolo Kirie di Ugo Chiti, il Biglietto d'argento Anicagis a Taormina. 
Nel 1997 è diretta dal regista Angelo Serio nel cortometraggio Annibale Ruccello cut-up; Serio le dedicherà nel 2001 un docufiction Isa 9000, dove la Danieli recita il ruolo di se stessa.
A partire dal 2000 si è dedicata principalmente al teatro interpretando, tra l'altro, Tomba di cani di Letizia Russo; Filumena Marturano (grazie al quale vincerà nel 2001 il premio Ubu come miglior attrice); La visita della vecchia signora di Friedrich Dürrenmatt e Ferdinando di Annibale Ruccello che nel 2006 le frutterà il premio Gassman come miglior attrice. Nel 2010 e 2011 è la protagonista, insieme a Veronica Pivetti, dello spettacolo allestito in occasione delle celebrazioni dei 150 anni dell'Unità Nazionale, Sorelle d'Italia, diretto dalla regista Cristina Pezzoli, un musicale confronto tra nord e sud, per ricordare quello che è accaduto in questo secolo e mezzo di vita nazionale e per ipotizzare ironicamente quello che potrebbe accadere nei successivi 150 anni.
Nell'estate 2011, nell'ambito del Positano Teatro Festival, la kermesse teatrale diretta da Gerardo D'Andrea, è l'autrice e la protagonista dello spettacolo Fragile, mentre nella stagione teatrale 2011-2012 interpreta, con Barbara Enrichi e Massimo Salvianti, sempre in teatro, L'abissina - Paesaggio con figure di Ugo Chiti, uno spaccato di vita contadina sospeso tra cupezza e comicità dove, nel ruolo della protagonista, Isa Danieli interpreta un ruolo "verghiano" di serva - amante, in un balletto tragicomico, sospeso tra dramma e sottile ironia. Nel 2006, nel 2008 e nel 2010 è tra i protagonisti della fiction Rai Capri, nel ruolo di Reginella. Nel 2016 è protagonista del reading di poesie "Il ventre di Scampia" del giovane poeta Emanuele Cerullo alla Biblioteca di Forcella intitolata ad Annalisa Durante. Nel 2017 partecipa alla realizzazione di Caina, con i nipoti Luisa Amatucci e Stefano Amatucci. L'11 maggio 2018 partecipa alla puntata 5000 della soap opera di Rai 3 Un posto al sole, nel ruolo di donna Filomena D'Avanzo, la defunta madre di Raffaele Giordano. Nel 2019 mette in scena, con Giuliana De Sio, la commedia Le Signorine di Gianni Clementi, per la regia di Pierpaolo Sepe, che riscuote un grande successo in molti teatri d'Italia, tra i quali l'Ambra Jovinelli di Roma, ove lo spettacolo registra il tutto esaurito.

### Vita privata
È zia di Luisa Amatucci anch'essa attrice e di Stefano Stefano Amatucci regista.

## Filmografia

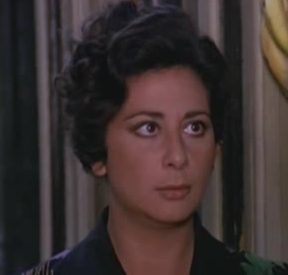
Isa Danieli in Il lumacone (1974) di Paolo Cavara

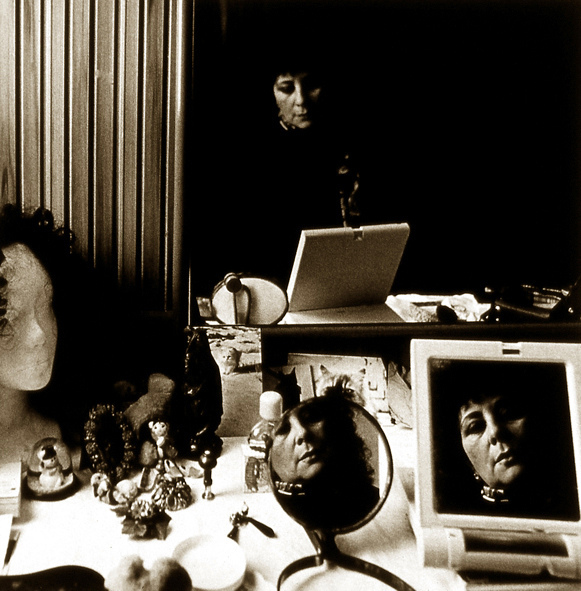
Isa Danieli, fotografia di Augusto De Luca

### Cinema
- L'oro del mondo, regia di Aldo Grimaldi (1968)
- Donnarumma all'assalto, regia di Marco Leto (1972)
- Film d'amore e d'anarchia - Ovvero "Stamattina alle 10 in via dei Fiori nella nota casa di tolleranza...", regia di Lina Wertmüller (1973)
- L'emigrante, regia di Pasquale Festa Campanile (1973)
- L'età della pace, regia di Fabio Carpi (1974)
- Tutto a posto e niente in ordine, regia di Lina Wertmüller (1974)
- Il lumacone, regia di Paolo Cavara (1974)
- Teresa la ladra, regia di Carlo Di Palma (1974)
- Travolti da un insolito destino nell'azzurro mare d'agosto, regia di Lina Wertmüller (1974)
- Salvo D'Acquisto, regia di Romolo Guerrieri (1975)
- Caro Michele, regia di Mario Monicelli (1976)
- Il superiore, episodio di Basta che non si sappia in giro, regia di Luigi Magni (1976)
- La banda del gobbo, regia di Umberto Lenzi (1977)
- Fatto di sangue fra due uomini per causa di una vedova. Si sospettano moventi politici, regia di Lina Wertmüller (1978)
- Prima che sia troppo presto, regia di Enzo Decaro (1981)
- Core mio, regia di Stefano Calanchi (1982)
- Desiderio, regia di Anna Maria Tatò (1983)
- Sotto.. sotto.. strapazzato da anomala passione, regia di Lina Wertmüller (1983)
- Così parlò Bellavista, regia di Luciano De Crescenzo (1984)
- Maccheroni, regia di Ettore Scola (1985)
- Un complicato intrigo di donne, vicoli e delitti, regia di Lina Wertmüller (1985)
- Nuovo Cinema Paradiso, regia di Giuseppe Tornatore (1989)
- Kirie, regia di Ugo Chiti (1989)
- Sabato, domenica e lunedì, regia di Lina Wertmüller (1990)
- Io speriamo che me la cavo, regia di Lina Wertmüller (1992)
- Pacco, doppio pacco e contropaccotto, regia di Nanni Loy (1993)
- Signorina Giulia, regia di Roberto Marafante (1993)
- Ninfa plebea, regia di Lina Wertmüller (1996)
- Annibale Ruccello cut-up, regia di Angelo Serio – cortometraggio (1997)
- Per tutto il tempo che ci resta, regia di Vincenzo Terracciano (1998)
- Ferdinando e Carolina, regia di Lina Wertmüller (1999)
- ISA 9000, regia di Angelo Serio – docufiction (2001)
- Legami di famiglia, regia di Pietro Sagliocco (2002)

### Televisione
- Miseria e nobiltà di Eduardo Scarpetta, regia di Eduardo De Filippo, trasmessa il 30 dicembre 1955.
- Non ti pago di Eduardo De Filippo, regia di Eduardo De Filippo, 13 gennaio 1956.
- Il dono di Natale di Eduardo De Filippo, regia di Vieri Bigazzi, 19 maggio 1956.
- Quei figuri di tanti anni fa di Eduardo De Filippo, regia di Vieri Bigazzi, 2 giugno 1956.
- Morte di Carnevale di Raffaele Viviani, regia di Vittorio Viviani, 24 aprile 1960.
- L’ultimo scugnizzo di Raffaele Viviani, regia di Vittorio Viviani, 1 maggio 1960.
- Guappo di cartone di Raffaele Viviani, regia di Vittorio Viviani, 15 maggio 1960.
- Don Giacinto di Raffaele Viviani, regia di Vittorio Viviani, 31 gennaio 1961.
- Il numero vincente, da Giuseppe Marotta, regia di Giuseppe Di Martino, 6 settembre 1962.
- Michele Settespiriti di Gaetano Di Maio e Nino Taranto, regia di Giuseppe Di Martino:
  - episodio Un giorno di battaglia, 18 luglio 1963;
  - episodio Scadenza 4, pagabile 5, 1 agosto 1963;
  - episodio Il fratello d’America, 8 agosto 1963.
- Caviale e lenticchie di Scarnicci e Tarabusi, regia di Gennaro Magliulo, trasmessa il 26 dicembre 1964.
- La fucilazione di Pulcinella di Giacomo Marulli, regia di Gennaro Magliulo, trasmessa il 7 agosto 1973.
- Lu curaggio de nu pumpiero napulitano di Eduardo Scarpetta, regia di Eduardo De Filippo, trasmessa il 24 gennaio 1975.
- Na santarella di Eduardo De Filippo, regia di Eduardo De Filippo, trasmessa il 7 febbraio 1975.
- Il marsigliese, regia di Giacomo Battiato – miniserie TV (1975)
- Uomo e galantuomo di Eduardo De Filippo, regia di Eduardo De Filippo, trasmessa il 26 dicembre 1975.
- Gli esami non finiscono mai di Eduardo De Filippo, regia di Eduardo De Filippo, trasmessa il 16 gennaio 1976.
- La cantata dei pastori, adattamento di Roberto De Simone, regia di Roberto De Simone, trasmessa il 23 e 24 dicembre 1977.
- Storie della camorra, regia di Paolo Gazzara, episodio L'onorevole, 23 maggio 1978.
- Amore e magia nella cucina di mamma di Lina Wertmüller, regia di Lina Wertmüller, 25 aprile 1980.
- Edipo tiranno di Sofocle, regia di Benno Besson, trasmesso il 14 maggio 1982.
- Il signor Puntila e il suo servo Matti di Bertolt Brecht, regia di Egisto Marcucci, 7 gennaio 1983.
- Casa Capozzi, regia di Alberto Massolo, prodotto da Salvatore Samperi, sitcom, 12 episodi (1988)
- L'ultimo scugnizzo di Raffaele Viviani, regia di Ugo Gregoretti, 31 agosto 1992.
- Assunta Spina di Salvatore Di Giacomo, regia di Sandro Bolchi, 7 settembre 1992.
- Regina Madre di Manlio Santanelli, regia di Giorgio Magliulo, 9 marzo 1996.
- Ferdinando di Annibale Ruccello, regia di Giuseppe Bertolucci, 7 novembre 1998.
- La Celestina di Fernando de Rojas, regia di Cristina Pezzoli (Rai Due, 1999)
- Filumena Marturano di Eduardo De Filippo, regia di Cristina Pezzoli, 2 novembre 2003.
- Capri – serie TV, 26 episodi (2006-2010)
- Né con te né senza di te, regia di Vincenzo Terracciano – miniserie TV (2012)
- Pietrelcina come Betlemme, regia di Francesco Testi – docufiction, 24 dicembre 2015.
- Un posto al sole, soap opera, puntata n⁰ 5000, 11 maggio 2018.

### Cortometraggi
- Luparella, regia di Giuseppe Bertolucci (2002)
- Tempus Fugit, regia di Angelo Serio – cortometraggio (2005)
- Scontro di civiltà per un ascensore a Piazza Vittorio, regia di Isotta Toso (2010)
- Di là dal vetro, regia di Andrea Di Bari – cortometraggio (2011)
- Caina, regia di Stefano Amatucci (2017)
- Ciruzziello, regia di Ciro D’Aniello – cortometraggio (2018)

## Teatro
- Napoli milionaria!, scritto e diretto da Eduardo De Filippo. Napoli
- La Palummella zompa e vola di Antonio Petito, regia di Eduardo De Filippo. Teatro Eliseo di Roma, 3 novembre 1954.
- Mia famiglia, scritto e diretto da Eduardo De Filippo. Teatro Eliseo di Roma, 16 gennaio 1955.
- Non ti pago, scritto e diretto da Eduardo De Filippo. Teatro Odeon di Milano, 15 febbraio 1955
- Ditegli sempre di sì, scritto e diretto da Eduardo De Filippo. Teatro Eliseo di Roma, 12 ottobre 1955.
- Bene mio e core mio, scritto e diretto da Eduardo De Filippo. Teatro Eliseo di Roma, 11 novembre 1955.
- Le voci di dentro, scritto e diretto da Eduardo De Filippo. Teatro Odeon di Milano, 7 febbraio 1956
- L'imbroglione onesto di Raffaele Viviani, regia di Vittorio Viviani. Teatro Manzoni di Milano, 4 ottobre 1957.
- Bello di papà di Giuseppe Marotta e Belisario Randone, regia di Mario Ferrero. Teatro Manzoni di Milano, 22 ottobre 1957.
- Caviale e lenticchie, scritto e diretto da Scarnicci e Tarabusi. Teatro Manzoni di Milano, 14 novembre 1957.
- Appuntamento in paradiso di Ernesto Grassi, regia di Vito Molinari. Napoli (ottobre 1959)
- Morte di Carnevale di Raffaele Viviani, regia di Vittorio Viviani. Teatro San Ferdinando di Napoli, 24 aprile 1960.
- L’ultimo scugnizzo di Raffaele Viviani, regia di Vittorio Viviani. Teatro San Ferdinando di Napoli, 1⁰ maggio 1960.
- Guappo di cartone di Raffaele Viviani, regia di Vittorio Viviani. Teatro San Ferdinando di Napoli, 15 maggio 1960.
- Virata di bordo di Titina De Filippo, regia di Giandomenico Giagni. Teatro Eliseo di Roma, 13 ottobre 1960.
- La figliata e Il vicolo di Raffaele Viviani, regia di Vittorio Viviani. Teatro Eliseo di Roma, 28 ottobre 1960.
- Vado per vedove di Giuseppe Marotta e Belisario Randone, regia di Lionello De Felice. Teatro Politeama di Napoli, 17 gennaio 1962.
- Pensaci Giacomino di Luigi Pirandello, regia di  Roberto Minervini. Teatro Politeama di Napoli, 6 febbraio 1962.
- Sogno di una notte di mezza sbornia, scritto e diretto da Eduardo De Filippo. Teatro San Ferdinando di Napoli, 8 ottobre 1965.
- Il contratto, scritto e diretto da Eduardo De Filippo. Teatro La Fenice di Venezia, 12 ottobre 1967.
- Natale in casa Cupiello, scritto e diretto da Eduardo De Filippo. Teatro San Ferdinando di Napoli, 24 novembre 1967.
- Liolà di Luigi Pirandello, regia di Giorgio Prosperi, Teatro greco di Segesta, 12 luglio 1968.
- Cani e gatti di Eduardo Scarpetta, regia di Eduardo De Filippo. Teatro Eliseo di Roma, 3 aprile 1970.
- Casa Barranco di Gregorio de Laferrère, regia di Cecilio Madanes. Via di Porta San Pancrazio al Gianicolo di  Roma, 17 luglio 1970.
- Le bugie con le gambe lunghe, scritto e diretto da Eduardo De Filippo. Teatro della Pergola di Firenze, 21 gennaio 1972.
- Na santarella di Eduardo Scarpetta, regia di Eduardo De Filippo. Teatro San Ferdinando di Napoli, 1 dicembre 1972.
- Gli esami non finiscono mai, scritto e diretto da Eduardo De Filippo. Teatro alla Pergola di Firenze, 21 dicembre 1973.
- La gatta Cenerentola di Roberto De Simone. Teatro Nuovo di Spoleto, 7 luglio 1976.
- Isso, essa e ‘o malamente di Fusco e Iannuzzi, regia di Vittorio Marsiglia. Teatro Tenda di Roma, 1⁰ giugno 1978.
- Lieta serata insieme con Eduardo e i suoi compagni d'arte. Teatro Tenda di Roma, 29 giugno 1978.
- Mistero napolitano di Roberto De Simone. Teatro Metastasio di Prato, 23 dicembre 1978.
- Amore e magia nella cucina di mamma, testo e regia di Lina Wertmüller. Teatro Nuovo di Spoleto, 28 giugno 1979.
- Festa di Piedigrotta di Raffaele Viviani, regia di Roberto De Simone. Napoli (estate 1979)
- Edipo tiranno di Sofocle, regia di Benno Besson. Chiesa di San Nicolò di Spoleto, 27 giugno 1980.
- L'anima buona di Sezuan di Bertolt Brecht, regia di Giorgio Strehler. Teatro comunale di Modena, 9 aprile 1981.
- Il signor Puntila e il suo servo Matti di Bertolt Brecht, regia di Egisto Marcucci. Teatro Rossini di Pesaro, 10 ottobre 1981.
- Socrate immaginario, opera buffa di Giovanni Paisiello, regia di Tato Russo. Teatro Olimpico di Roma, 11 gennaio 1983.
- Bene mio e core mio di Eduardo De Filippo, regia di Eduardo De Filippo (1983)
- Regina Madre di Manlio Santanelli, regia di Sergio Fantoni. Asti Teatro, 6 luglio 1985.
- Ferdinando, testo e regia di Annibale Ruccello. Teatro Verdi di San San Severo, 28 febbraio 1986.
- Turcaret di Alain-René Lesage, regia di Virginio Puecher. Villa Campolieto di Ercolano, 14 luglio 1986.
- Serata d'amore, testi di Annibale Ruccello, regia di Manlio Santanelli. Teatro Nuovo di Napoli, 3 giugno 1987.
- Bellavita Carolina, testo e regia di Manlio Santanelli. Teatro Massimo di Benevento, 6 settembre 1987.
- Festa al celeste e nubile santuario di Enzo Moscato, regia di Armando Pugliese. Asti Teatro, 4 luglio 1988.
- Kirie, testo e regia di Ugo Chiti. Todi Festival, 2 settembre 1989.
- Non ti pago di Eduardo De Filippo, regia di Luca De Filippo. Salone Pier Lombardo di Milano, 22 novembre 1989.
- Il malato per apprensione di Molière, regia di Roberto De Simone. Certosa di Padula, 4 agosto 1990.
- Angeli all’inferno di Francesco Silvestri, regia di Armando Pugliese, prodotto da Luca De Filippo. Teatro Dragoni di Meldola, 17 marzo 1991.
- Canzone e poesia napoletana, con Francesco Vizioli. San Leone Magno di Roma, 26 ottobre 1991.
- Questi fantasmi!, da Eduardo De Filippo, regia di Armando Pugliese. Teatro Morlacchi di Perugia, 17 febbraio 1992.
- Limbo di Enzo Moscato, regia di Armando Pugliese. Teatro De Simone di Benevento, 4 settembre 1992.
- Napoli milionaria! di Eduardo De Filippo, regia di Giuseppe Patroni Griffi. Teatro Nazionale di Roma, 18 maggio 1993.
- Sabato, domenica e lunedì di Eduardo De Filippo, regia di Giuseppe Patroni Griffi. Taormina, 9 agosto 1994.
- Avanspettacolo. Come prima più di prima, con Rino Marcelli. Teatro Totò di Napoli, 14 maggio 1996.
- Scugnizza di Mario Pasquale Costa, regia di Massimo Scaglione. Trieste, 27 luglio 1996.
- Luparella. Foto di bordello con Nanà, testo e regia di Enzo Moscato. Festival delle Ville Vesuviane di Ercolano, 4 luglio 1997.
- La Celestina di Fernando de Rojas, regia di Cristina Pezzoli. Teatro Cagnoni di Vigevano, 14 novembre 1997.
- I Persiani alla Fiumara, da Eschilo, regia di Tonino Conte. Ex Ansaldo di Genova, 1⁰ giugno 1998.
- Trianon, testo e regia di Enzo Moscato. Piccolo Eliseo di Roma, 13 ottobre 1999.
- Filumena Marturano di Eduardo De Filippo, regia di Cristina Pezzoli. Teatro Mercadante di Napoli, 26 dicembre 2000.
- Tomba di cani di Letizia Russo, regia di Cristina Pezzoli. Benevento, 14 settembre 2002.
- La visita della vecchia signora di Friedrich Dürrenmatt, regia di Armando Pugliese. Teatro Mercadante di Napoli, 11 febbraio 2004.
- Madre Coraggio e i suoi figli di Bertolt Brecht, rielaborazione di Antonio Tarantino, regia di Cristina Pezzoli. Teatro del Giglio di Lucca, 25 gennaio 2008.
- Ecuba di Euripide, regia di Carlo Cerciello. Chiesa Donnaregina Vecchia di Napoli, 24 giugno 2009.
- Sorelle d'Italia. Avanspettacolo fondamentalista di Roberto Buffagni, regia di Cristina Pezzoli. Arena piazza San Pietro di Portovenere, 14 luglio 2010.
- Fragile di Isa Danieli. Teatro dei Giardini di Positano, 29 luglio 2011.
- L’Abissina. Paesaggio con figure, testo e regia di Ugo Chiti. Auditorium Santa Chiara di Trento, 3 novembre 2011.
- Tà-Kai-Tà (Eduardo per Eduardo), testo e regia di Enzo Moscato. Teatro Nuovo di Napoli, 27 settembre 2012.
- Amati fogli sparsi. Eduardo in parole e musica, da testi di Eduardo De Filippo. Ravello Festival, 21 giugno 2014.
- Sogno di una notte di mezza estate di William Shakespeare, regia di Claudio Di Palma. Festival Teatrale di Borgio Verezzi, 16 luglio 2015.
- Raccontami. Una passeggiata devota, letture di Isa Danieli. Auditorium Vallisa di Bari, 1⁰ novembre 2016.
- Le fenicie di Euripide, regia di Valerio Binasco. Teatro greco di Siracusa, 7 maggio 2017.
- Le signorine di Gianni Clementi, regia di Pierpaolo Sepe. Teatro municipale Giuseppe Verdi di  Salerno, 1⁰ novembre 2018.
- Giacomino e mammà di Santiago Carlos Oves e Jordi Galceran, regia di Enrico Ianniello. Teatro Sannazzaro di Napoli, 12 aprile 2019.
- Un falso incidente di Patrizio Trampetti, Jennà Romano e Fabio Pisano, regia di Patrizio Trampetti, 21 settembre 2023.

## Radio
- L'imbroglione onesto di Raffaele Viviani, regia di Vittorio Viviani, 3 gennaio 1961.

## Riconoscimenti
- David di Donatello
  - 1986 – Candidatura alla migliore attrice non protagonista per Un complicato intrigo di donne, vicoli e delitti

- Nastro d'argento
  - 1986 – Migliore attrice non protagonista per Un complicato intrigo di donne, vicoli e delitti
  - 1993 – Candidatura alla migliore attrice non protagonista per Io speriamo che me la cavo

- Ciak d'oro
  - 1986 – Candidatura alla migliore attrice non protagonista per Maccheroni[13]

- Premio Ubu
  - 1993 – Miglior attrice per Napoli milionaria!
  - 1998 – Miglior attrice per Luparella, La Celestina, I Persiani alla Fiumara
  - 2001 – Miglior attrice per Filumena Marturano

- Premio Eleonora Duse
  - 1998 – Miglior attrice

- Premio E.T.I. Gli Olimpici del Teatro
  - 2003 – Miglior attrice protagonista per Tomba di cani e Filumena Marturano

- Premio Flaiano sezione teatro[14]
  - 2006 – Alla carriera